# Libor Koníček
Libor Koníček (* 14. července 1995) je slovenský fotbalový brankář. Je bývalým mládežnickým reprezentantem Slovenska. Mimo Slovensko působil na klubové úrovni v Česku.

## Klubová kariéra
Svoji fotbalovou kariéru začal v TJ Spartak Myjava, odkud v roce 2004 zamířil na roční hostování do klubu TJ Jednota Brestovec. V únoru 2008 přestoupil do MFK Ružomberok, kam se po půl roce stráveném v českém týmu 1. FC Slovácko vrátil. V září 2009 zamířil zpět na hostování do Myjavy. Strávil zde rok. V létě 2014 se propracoval do prvního týmu Ružomberku. V březnu 2015 odešel hostovat do klubu TJ Iskra Borčice. Mužstvu pomohl k postupu do druhé nejvyšší soutěže. V létě mu skončilo hostování v Borčicích i smlouva v Ružomberoku a stal se volným hráčem. Po půl roce bez angažmá se v lednu 2016 upsal po úspěšných testech Myjavě, kam se podruhé vrátil.

Po odhlášení A-týmu Myjavy z nejvyšší slovenské ligy v zimní přestávce ročníku 2016/17 podepsal v půlce února 2017 smlouvu s druholigovým slovenským klubem ŠKF Sereď.